# Starogrška keramika
Starogrška keramika, zaradi svoje relativne trajnosti, obsega velik del arheoloških ostankov antične Grčije in ker jih je toliko (več kot 100.000 vaz je zapisano v Corpus vasorum antiquorum – mednarodni raziskovalni projekt za keramično dokumentacijo klasičnega območja) , ima zelo velik vpliv na naše poznavanje grške družbe. Črepinje posod zavrženih ali zakopanih v 1. tisočletju pred našim štetjem, so še vedno najboljši vodnik po običajnem življenju in mišljenju starih Grkov. Veliko posode je proizvedene na lokalni ravni, za vsak dan in uporabo v kuhinji, lepša je lončenina iz regij, kot je Atika, ki so jo uvažale tudi druge kulture v Sredozemlju, denimo Etruščani v Italiji.  Poznani so tudi posebne regionalne šole kot je denimo južno italijanska starogrška keramika.
Uporabljene so bile različne vrste in oblike vaz. Vse niso bile povsem utilitarne; velike geometrične amfore so bile uporabljene kot nagrobniki, kraterji v Apuliji so služili kot grobni pridatki in Panatenjske amfore se zdi, da so bile videti kot objets d'art, kot tudi poznejše terakota figurine. Nekatere so bile zelo dekorativne in namenjen za elitno porabo in polepšanje doma, kot tudi za shranjevanje ali drugo uporabo, kot je bil krater običajno uporabljen za razredčevanje vina.
Zgodnji grški slog keramike, ki se imenuje "egejski" namesto "starogrški«, obsega minojsko keramiko, zelo prefinjeno v svojem zadnjem obdobju, kikladsko keramiko, minjansko posodo in nato mikensko keramiko v bronasti dobi, ki ji je sledila kulturna motnja grške temne dobe. Ko se je kultura vrnila, se je sub-mikenska keramika končno mešala s protogeometričnim slogom, ki je pravi začetek starogrške keramike.
Vzpon vaznega slikarstva je prinesel več dekoracije. Geometrijska umetnost v grškem lončarstvu je stik s temno dobo in zgodnjim arhaikom, ki je nastal vzpon orientaliziranega obdobja. Keramika, proizvedena v arhaični in klasični Grčiji obsega najprej črnofiguralno lončenino, potem se je pojavila rdečefiguralna lončenina in tehnika bele podlage. Poznejši slogi so bili značilni za poznejše helenistično obdobje in upad vaznega slikarstva.

## Odkritje in raziskave
Zanimanje za grško umetnost zaostaja za oživljanjem klasičnega obdobja v času renesanse v akademskem krogu okoli  Nicholasa Poussina v Rimu v 1630-ih. Skromne zbirke vaz so bile dobljene v starodavnih etruščanskih grobnicah v Italijexsi v 15. in 16. stoletju. Možno je, da je Lorenzo de Medici kupil več atiških vaz neposredno iz Grčije, zato je bila povezava med njimi in primeri izkopanimi v osrednji Italiji, dosežena šele veliko kasneje. Winckelmanova Geschichte der Kunst des Alterthums iz leta 1764 najprej zavrača etruščanski izvor teh, kar zdaj vemo, da je grška keramika. Še dve zbirki sira Williama Hamiltona, ena je bila izgubljena na morju, druga je sedaj v Britanskem muzeju, sta bili objavljeni kot "etruščanske vaze "; do leta 1837, ko je Stackelbergov Graber der Hellenen  dokončno končal sporno imenovanje. 
Zelo zgodnje študije grških vaz so bile v obliki izdelave albumov slik, ki jih prikazujejo in D'Hancarvillenovi in Tischbeinovi oblikovani primeri, a poskusi datiranja so nezanesljivi kot arheološki zapis. Resni poskusi raziskav so dosegli napredek v 19. stoletju, z ustanovitvijo Instituto di Corrispondenza v Rimu leta 1828 (kasneje Nemški arheološki inštitut), ki mu sledi pionirska študija Eduarda Gerharda Auserlesene Griechische Vasenbilder (1840 do 1858), ustanovitev revije Archaeologische Zeitung leta 1843 in Ecole d'Athens leta 1846. Gerhard je prvi uporabil izraze, ki jih sedaj uporabljamo, in sicer: orientalizirano (geometrijsko, arhaično), črnofiguralni slog, rdečefiguralni slog, polikromatičen (helenističen).
Končno je Otto Jahnov katalog (1854) Vasensammlung iz Pinakoteke v Münchnu, postavil merila za znanstveni opis grške lončenine, opisal oblike in napise s prej nevideno natančnostjo. Jahnova študija je bila več let standardni učbenik o zgodovini in kronologiji grške lončenine, že v družbi z Gerhardom je datiral uvedbo rdečefiguralne tehnike za stoletje kasneje, kot je bilo v resnici. Ta napaka je bila popravljena, ko se je leta 1885 Aρχαιολογικη 'Εταιρεια (Arheološka družba iz Aten) lotila izkopavanja Akropole in ugotovila, da so tako imenovane »perzijske smeti« rdečefiguralna posoda, ki so jo perzijski zavojevalci uničili 480 pred našim štetjem. Z bolj trdno kronologijo so lahko Adolf Furtwängler in njegovi učenci v 1880-ih in 90-ih datirali plasti arheoloških izkopavanjih, v katerih so našli lončenino. Metoda seriacije Flindersa Petrieja se je kasneje uporabljala za nepobarvano egiptovsko keramiko.
Če je bilo 19. stoletje obdobje odkrivanja in polaganje od prvih načel, je bilo 20. stoletje obdobje konsolidacije in intelektualne industrije. Prizadevanja za zapisovanje in objavo celotnih javnih zbirk vaz so se začela z ustanovitvijo Corpus vasorum antiquorum pod Edmondom Pottierjem in arhivom Johna Beazleya.
Beazley in nasledniki so preučevali tudi fragmente grške lončenine v institucionalnih zbirkah in pripisali veliko pobarvanih kosov posameznim umetnikom. Znanstveniki so te fragmente imenovali disjecta membra (latinsko za 'raztreseni deli') in v nekaj primerih bili sposobni prepoznati fragmente v različnih zbirkah, da pripadajo isti vazi.

## Uporaba in tipi
Imena, ki jih uporabljamo za grške oblike vaz (posod) so pogosto stvar konvencije, ne pa zgodovinskega dejstva, nekaj pa je ilustracij uporabe ali so označene s svojimi izvirnimi imeni, drugi so posledica poskusov zgodnjih arheologov, da uskladijo fizični objekt z znanim ime iz grške literature – ne vedno uspešno. Razumevanje odnosa med obliko in funkcijo grške keramike se lahko razdeli v štiri širše kategorije, ki vsebujejo pogoste tipe: 
- posode za skladiščenje in prevoz: amfora, pitos, pelike, hidrija, piksida;
- Različne posode, predvsem za simpozije ali moške pivske zabave: krater in dinos;
- Vrči in čaše, več vrst kiliksov, tudi skodelice kjat, kantar, patera, skifos, oinochoe in lutrofor;
- posode za olja, parfume in kozmetiko: veliki lekit in majhni aribali in alabastron;
- Lebes gamikos, posoda je bila del antične grške poroke oziroma posoda za vodo v nevestinem domu.

Nekatere oblike posod so še posebej povezane z rituali, druge z atletiko in gimnazijo.  V vsaki kategoriji so oblike približno enake po obsegu, so odprte ali zaprte, kadar obstaja negotovost lahko ugibamo o tem, čemu bi predmet služil. Nekateri imajo zgolj ritualno funkcijo, na primer lekitoi vsebuje olje, ki se uporablja kot pogrebno darovanje in se zdi, da so bili samo za to. Številni primeri imajo skrito drugo skodelico znotraj sebe, da daje vtis, da so polne olja, kot take niso služile nobeni drugi uporabni koristi.
Od 8. do 4. st. pr. n. št. je bil razvit mednarodni trg za grško lončenino, kjer so prevladovale Atene in antični Korint do konca. Ideja o obsegu te trgovine Se lahko razbere iz zemljevida najdb vaz zunaj Grčije, čeprav so te lahko predstavljale darila ali prišle s priseljevanjem. Sam obstoj trga rabljenih lahko predstavljajo številne panatenajske najdbe v etruščanskih grobnicah. Južnoitalijanski izdelki so zavladali izvozni trgovini v zahodnem Sredozemlju, ko se je zmanjšal politični pomen Aten v helenističnem obdobju.

## Vazno slikarstvo
Najbolj znana starogrška lončenina so poslikane posode fine kakovosti. To niso bili vsakdanji izdelki, ki jih je uporabljala večina ljudi, vendar so bili dovolj poceni, da so bili dostopni širokemu krogu prebivalstva.
Nekaj primerov starogrške poslikave je ohranjene, vključno grobne freske, še predvsem  tiste, ki se nahajajo na lončeni posodi za vsakdanjo rabo. To omogoča sodobnim raziskovalcem slediti razvoj starogrške umetnosti skozi starogrško lončenino. Črepinje posod zavrženih ali zakopanih v 1. tisočletju pred našim štetjem, so še vedno najboljši vodnik običajnega življenja in mišljenja starih Grkov.

### Razvoj

#### Bronasta doba
Fino slikarstvo na grški lončenini sega v čas minojske keramike in mikenskega lončarstva bronaste dobe, nekoliko kasnejši primeri pa kažejo ambiciozno figurativno slikarstvo, ki je postalo zelo razvito in tipično. Mnogo stoletij so prevladovali slogi geometrijske dekoracije, postali so vse bolj kompleksni, figurativni elementi so se vrnil v veljavo v 8. stoletju. Od poznega 7. stoletja do okoli 300 pr. n. št. se je razvijal slog figuralnega slikarstva, ko je bila proizvodnja in kakovost na vrhuncu in je bil izvoz obsežen.
V grški temni dobi, ki sega v 11. do 8. stoletje pred našim štetjem, prevladuje zgodnji slog, protogeometrična umetnost, predvsem z uporabo krožnih in valovitih dekorativnih vzorcev. Geometrična umetnosti je uporabljala gladke linije in geometrijske vzorce in je bila razširjena v celinski Grčiji, v Egejskem morju, Anatoliji in Italij. 
Obdobje arhaične Grčije, ki se začne v 8. stoletju pr. n. št. in traja do konca 5. stoletja pred našim štetjem, je videla rojstvo orientaliziranega obdobja, ki ga je vodil predvsem antični Korint, kjer so prejšnje paličaste figure zamenjali geometrijski vzorci. 

##### Protogeometrični slog
Vaze iz protogeometričnega obdobja (c 1050 -. 900 pr. n. št.) predstavljajo vrnitev proizvodnje obrti po razpadu mikenske palačne kulture in z njo povezane grške temne dobe. To je v tem obdobju eden redkih načinov umetniškega izražanja poleg nakita, kipa, monumentalne arhitekture in stenskega slikarstva tega obdobja, ki so neznane za nas. Zdi se, da je še 1050 pr. n. št. življenje na grškem polotoku postali dovolj naseljeno, da je znatno izboljšalo proizvodnjo keramike. Slog je omejen na risanje krogov, trikotnikov, valovitih linij in lokov. Lokacija Lefkandi je eden od najpomembnejših virov keramike iz tega obdobja, kjer so bili najdeni grobni pridatki, ki pričajo o razliki evbojskega protogeometričnega sloga iz zgodnjega 8. stoletja. 

##### Geometrični slog
Geometrična umetnost je cvetela v 9. in 8. stoletju pr. n. št. Zanjo so bili značilni novi motivi, zlom minojske in mikenske dobe: vijuge, trikotniki in druga geometrična dekoracija (od tod ime sloga), za razliko od pretežno krožnih likov prejšnjega sloga. Vendar pa naša kronologija za te nove oblike umetnosti izvira iz izvožene posode, najdene v tujini.
V zgodnjem geometričnem slogu (približno 900-850 pr. n. št.) najdemo le abstraktne motive, imenovane "črni Dipilonov" slog, za katerega je značilna široka uporaba črnega laka. V srednje geometrični dobi (pribl. 850-770 pr. n. št.) figurativna dekoracija naredi svojo podobo: sprva so enaki pasovi živali, kot so konji, jeleni, koze, gosi, itd,, ki se izmenjujejo z geometričnimi pasovi. Hkrati dekoracija postane zapleteno in postaja vse bolj bogato okrašena; slikar neradi pusti prazne prostore in jih napolni z vijugami ali svastikami. Ta faza se imenuje horror vacui in bo ostala do konca geometrijske obdobja.
Sredi stoletja se pojavijo človeške figure. Najbolj znan prikaz tega najdemo na vazi v Dipylonu, pokopališču v Atenah. Fragmenti teh velikih nagrobnih vaz kažejo predvsem procesije vozov ali bojevnikov ali o pogrebne prizore: πρόθεσις / prothesis (izpostavljenost in žalostinka mrtvih) ali ἐκφορά / ekphora (prevoz krste na pokopališče). Telesa so prikazana v geometrični obliki, razen meča, ki so precej štrleča. Vojaki nosijo ščit v obliki diabolo, imenovan dipylon ščit zaradi značilne risbe, ki pokriva osrednji del telesa. Noge in vratovi konj, kolesa voz so predstavljena drug zraven drugega brez perspektive. Roko tega slikarja, tako imenovanega brez podpisa, mojster Dipylon, je bilo mogoče določiti na več kosih, zlasti monumentalnih amforah. 
Ob koncu tega obdobja je predstavljena mitologija, verjetno v trenutku, ko Homer kodificira trojanski cikel v Iliadi in Odiseji. Tu pa razlaga predstavlja tveganje za sodobnega opazovalca, spopad med dvema bojevnikoma je lahko momerski dvoboj ali preprosto boj; razbit čoln lahko predstavlja brodolom Odiseja ali katerega koli nesrečnega mornarja.
Nazadnje so tu še lokalne šole, ki se pojavljajo v Grčiji. Proizvodnja vaz je v veliki meri v pristojnosti Aten, Korinta, Beocije, Argosa, Krete in kikladskih slikarjev in lončarjev, ki so sledili atiškemu slogu. Od približno 8. stoletja pred našim štetjem dalje, so ustvarili svoj slog v Argosu, specializirani za figurativne prizore, Kreta ostane zvesta bolj strogim abstrakcijam. 

##### Orientaliziran slog
Orientaliziran slog je produkt kulturnega vrenja v Egejskem morju in vzhodnem Sredozemlju v 8. in 7. stoletju pred našim štetjem. Trgovinske povezave mestnih državic v Mali Azijii in artefakti z vzhoda so vplivali na zelo stilizirano, še prepoznavno predstavitev umetnosti. Slonovina, keramika in kovine iz kneževin novohetitskega severa Sirije in Fenicije so našli svojo pot v Grčijo, tako kot blago iz anatolskega Urartuja in Frigije, vendar je bilo malo stika s kulturnimi centri v Egiptu ali Asiriji. Novi idiom se je razvil v Korintu (kot protokorintski) in kasneje v Atenah med 725 pred našim štetjem in 625 pred našim štetjem (kot protoatiški). 
Značilni motivi so: sfinga, grifin, levi, itd., kot tudi repertoar ne-mitoloških živali, razporejenih v lamelah čez trebuh vaze. V teh lamelah so slikarji začeli uporabljati tudi lotos ali palmete. Upodobitve ljudi so razmeroma redke. Tiste, ki so bile najdene, so figure v silhueti z nekaj vrezanimi detajli, morda izvor obrisih iz obdobja črnofiguralnega sloga. Dovolj je podrobnosti na teh figurah, da bi znanstveniki opazili številne roke različnih umetnikov. Geometrične značilnosti so ostale v slogu imenovanem proto-korintski, ki zajema te orientalizirane poskuse, vendar sobiva s konservativnim sub-geometričnim slogom.
Keramika iz Korinta je bila izvožena po vsej Grčiji, njihova tehnika je prispela v Atene, zaradi česar je tamkajšnji razvoj manj izrazit. To obdobje je opisano kot proto-atiško, orientalizirani motivi še vedno niso zelo realni. Slikarji dajejo prednost tipičnim prizorom iz geometričnega obdobja, kot so procesije vozov. Vendar pa sprejme načelo risanja silhuete. V sredini 7. stoletja pred našim štetjem nastaja črni in beli slog: črne figure na beli podlagi, skupaj s pobarvanimi kažejo barvo mesa ali oblačil. Glina uporabljena v Atenah je bil veliko bolj oranžna kot v Korintu in naj ne bi nudila tako preprost prikaz mesa. Atiški orientalizirani slikarji so Analatos, Mezogej in Polifem.
Kreta in zlasti Kikladi se odlikujejo atraktivnimi vazami, znanimi kot "plastične", se pravi take, katerih trebuh ali vrat sta oblikovana v obliki glave živali ali človeka. V Eegini je najbolj priljubljena oblika plastične vaze glava grifina. Melanezijske amfore, ki so izdelane na Parosu, kažejo nekaj znanja o korintskem razvoju. Prikazujejo izrazit okus za epsko sestavo in horror vacui, ki je izražen v številčnosti svastik in vijug.
Končno se lahko ugotovi zadnji veliki slog obdobja, Wild Goat Style (slog divje koze), znan tradicionalno na Rodosu zaradi pomembnega odkritja znotraj nekropole Kameiros. Dejstvo je, da je razširjena po vsej Mali Aziji, s centri proizvodnje na Miletu in Iosu. Dve obliki prevladujeta: oinohoe, ki kopira bronaste modele in posode z ali brez nog. Dekoracija je organizirana v superimpose registru (prikazovanje podob eno čez drugo), v katerih so stilizirane živali, zlasti divje koze (od tod ime) v več lamelah. Veliko dekorativnih motivov (cvetlični trikotniki, svastike, itd.) zapolniti prazne prostore.

#### Atiško vazno slikarstvo
Predmeti, ki prevladujejo, so večinoma atiške poslikane vaze. Atiška proizvodnja je bila prva, ki se je nadaljevala po grški temni dobi in vplivala na preostanek Grčije, zlasti Beocije, Korinta, Kiklade (zlasti Naksos) in Jonske kolonije v vzhodnem Egejskem morju.  Proizvodnja vaz je bila v veliki meri v pristojnosti Aten - saj je tudi potrjeno, da ostali slikarji in lončarji sledili atiškemu slogu.
Do konca arhaičnega obdobja so bili slogi črnofiguralne in rdečefiguralne keramike ter tehnike na beli podlagi v celoti vzpostavljeni in bodo še naprej v uporabi v času klasične Grčije, od zgodnjega 5. do poznega 4. stoletja pred našim štetjem. Korint je sčasoma zasenčil atenske trende.

##### Črnofiguralna dekoracija
Črnofiguralna dekoracija je najpogostejša misel, ko razmišljamo o grškem lončarstvu. Slog je bil priljubljen v antični Grčiji že več let. Obdobje črnefiguralike sovpada približno v čas, ki ga je Winkelmann določil kot sredino do konca arhaika, od c. 620 do 480 pred našim štetjem. Tehnika vrezovanja silhuete figur z oživljanjem podrobnosti, ki ga danes imenujemo metoda črne figure je bila, kot smo videli, korintski izum 7. stoletja in se je širila od tam po drugih mestnih državah in regiji, vključno v Šparto, Beocijo, Evbejo, na vzhodu na grške otoke in v Atene.
Korintske materiale sta obširno preučevala Humfry Payne in Darrell Amyx, kar lahko zasledimo, če vzporejamo obdelavo živali in človeških figur. Motivi živali imajo večji pomen na vazi in kažejo največ eksperimentiranja v zgodnji fazi korintske črnefiguralike. Ko so korintski umetniki v sredini pozne faze pridobili zaupanje v svoje znanje prikaza človeške figure, se je živalski friz zmanjšal po velikosti glede na človeško sceno. Sredi 6. st. pr. n. št. je kakovost korintske posode bistveno padla, in nekateri korintski lončarji so prikrivali svoje posode z rdečo glino v imitaciji vrhunske atenske posode.
V Atenah so raziskovalci našli zgodnejše znane primere poslikanih vaz, prvi je bil Sofilosov dinos (c. 580 pr. n. št.), to morda kaže na njegovo večjo ambicijo kot umetnika v proizvodnji monumentalnih del kot so nagrobniki, kot na primer  Kleitiasova vaza François. Mnogi strokovnjaki menijo, da najboljše delo v tem slogu pripada slikarjema Eksekiju in Amasisu, ki sta znana po svojih občutkih za kompozicijo in pripoved.
Okoli leta 520 pred našim štetjem je bila rdečefiguralna tehnika razvita in je bila postopoma uvedena v obliki dvojezične vaze s strani slikarjev Andokidesa, Oltosa in Psiaxa. Rdečefiguralna dekoracija je hitro zasenčila črno še v edinstveni obliki Panatanajske amfore. Črnofiguralna dekoracija je bila še vedno v uporabi tudi v 4. stoletju pr. n. št.

##### Rdečefiguralna dekoracija
Inovacija rdečefiguralne tehnike je bila atenski izum poznega 6. stoletja pr. n. št.. Bila je ravno nasprotna od črne figure, ki je imela rdeče ozadje. Sposobnost, da ostanejo podrobnosti neposredno naslikane, namesto vrezane, so umetnikom ponudile nove izrazne možnosti kot je tričetrtinski profil, več anatomskih podrobnostih in predstavitev perspektive.
Prva generacija rdečefiguralnih slikarjev je delala tako rdeče kot črne figure, kot tudi druge metode, vključno s Sixtovo tehniko in belo podlago; slednja je bila razvita ob istem času kot rdečefiguralna dekoracija. Dvajsetletno eksperimentiranje je vodilo do specializacije, kot je razvidna iz vaze skupine Pioneer, katere figuralna dela so izključno v rdeči figuri, čeprav so obdržali uporabo črne figure za neko zgodnje cvetlično okrasje. Skupne vrednote in cilji pionirjev, kot sta Eufronij in Evtimid je bil signal, da se nekaj približuje samozavestnemu gibanju, čeprav nista pustili testamenta niti nobenega drugega lastnega dela. John Boardman je dejal po raziskavi njunega dela, da »rekonstrukcija njihove poklicne poti, skupne rabe, tudi tekmovalnosti, se lahko upošteva kot arheološko zmagoslavje«. 
Naslednja generacija poznih arhaičnih vaznih slikarjev (c. 500-480 pred našim štetjem) je vložila več naturalizma v slog, kot je razvidno iz postopne spremembe profila očesa. Ta faza pozna tudi specializacijo slikarjev med tiste za posode in pokalne slikarje, z Berlinom in Kleofradesom kot najboljša in Douris in Onesimos takoj za njima.
Do zgodnje visoke klasične dobe rdečefiguralnega slikarstva (c. 480-425 pred našim štetjem) se je razvilo več različnih šol. Maneristična zveza z Mizonovo delavnico in ponazarotvijo slikarja Pana imajo na arhaičnih značilnostih trdo draperijo in nerodne poze, združene s pretiranimi kretnjami. Nasprotno, šola slikarja Berlina v obliki slikarja Ahila in njegovih vrstnikov (ki so morda bili Berlinovi učenci) dajejo prednost naravni pozi, navadno z eno samo figuro proti solidnemu črnemu ozadju ali zadržan lekit na belem ozadju. Slikarja Polignot in Kleofon sta bila vključena v šolo slikarja Niobida, saj njihovo delo kaže nekaj vpliva skulptur s Partenona tako v temi (npr. Polignotov centauromachy, Bruselj, Musées Royaux A. & Hist., A 134) in občutek za kompozicijo.
Proti koncu stoletja se je "bogat" slog atiškega kiparstva kot je razvidno iz  Nikinega templja odražal v sodobnem vaznem slikarstvu z vedno več pozornosti do postranskih podrobnosti, kot so lasje in nakit. Slikar Meidias je običajno najbolj tesno povezana s tem slogom.
Proizvodnja vaz v Atenah se je ustavila okoli 330-320 pred našim štetjem, verjetno zaradi Aleksandrovega nadzora mesta in je počasi upadala v 4. stoletju, skupaj s politično usodo  samih Aten. Vendar pa se je proizvodnja vaz nadaljevala v 4. in 3. stoletju v grških kolonijah v južni Italiji, kjer lahko ločimo pet regionalnih slogov. To so apulijski, lukanijski, siciljanski, kampanjski in paestumski. Rdečefiguralna dela so cvetela z značilnim dodatkom polikromatičnega slikarstva in v primeru črnomorske kolonije Panticapeum zlate – slog Kerch. Znana so dela več omembe vrednih umetnikov, tudi Dariusa in slikarja Podzemlja, ki sta bila dejavna v poznem 4. stoletju, katerih gneča polikromatskih prizorov je pogosto esej zapletenosti čustev. Njihovo delo je pozno manieristična faza grškega vaznega slikarstva.

##### Tehnika bele podlage
Tehnika bele podlage je bila razvita na koncu 6. stoletja pr. n. št.. Za razliko od bolj znanih črnofiguralne in rdečefiguralne tehnike, njena barva ni bila dosežena z uporabo in žganjem gline, ampak z uporabo barve in pozlate na površini bele gline. To je omogočilo višjo stopnjo polikromije od drugih tehnik, čeprav so vaze na koncu manj vizualno osupljive. Tehnika je pridobila velik pomen med 5. in 4. stoletjem, zlasti v obliki majhnih lekitov, ki so postali značilni grobni pridatki. Pomembni predstavniki so izumitelj slikar Ahil, kot tudi Psiax, Pistoxenos in Thanatos.

### Relief in plastika
Relief in plastične vaze so postale še posebej priljubljene v 4. stoletju pr. n. št. in se nadaljevale z izdelavo v helenističnem obdobju. Zgledujejo se po tako imenovanem »bogatem slogu«, razvitem predvsem v Atiki po 420 pr. n. št.. Glavne značilnosti so multi-figuralne kompozicije z uporabo dodanih barv (roza / rdečkasta, modra, zelena, zlata) in s poudarkom na ženskih mitoloških figurah. Gledališče in uprizoritvene predstave so bile še en vir navdiha.
Arheološki muzej v Delfih ima nekaj zelo dobrih primerov tega sloga, vključno z vazo z Afrodito in Erosom. Baza je okrogla, cilindrična, njen ročaj vertikalen s trakovi, prekrita s črno barvo. Ženska figura (Afrodita) je upodobljena sede, oblečena v himation. Zraven nje stoji moška figura, gola in krilata. Obe figuri nosita vence narejene iz listov, njuni lasje ohranjajo sledove zlate barve. Značilnosti njunih obrazov so stilizirane. Vaza ima belo podlago in ohranja v več delih sledove v modre, zelene in rdeče barve. Datira do 4. stoletja pr. n. št.
V istem prostoru se hrani majhen lekit s plastično dekoracijo, ki prikazuje krilato plesalko. Na sliki nosi perzijsko pokrivalo in orientalsko obleko, kar pomeni, da so bile že v tem obdobju orientalske plesalke morebiti sužnje, kar je postalo zelo modno. Figura je prekrita tudi z belo barvo. Skupna višina vaze je 18 centimetrov in datira v 4. stoletje pr. n. št.

### Helenistično obdobje
V helenističnem obdobju, uvedenem po zasedbi Aleksandra Velikega, je izginila črna in rdeča figuralika, nastali so novi slogi, kot so West Slope Ware (slog divje koze) na vzhodu, posoda iz Centuripe na Siciliji in vaze iz Gnatie na zahodu.  Zunaj celinske Grčije so se razvile druge regionalne grške tradicije, kot tista v Magna Graecia z različnimi slogi v južni Italiji, vključno apulijski, lukanijski, siciljanski, kampanjski in paestumski.

#### Opis
Napisi na grški lončenini so dveh vrst; zarezane in poslikane, ki se začnejo pojavljati šele v 7 st. pr. n. št.. Obe obliki sta relativno pogosti na poslikanih vazah v helenističnem obdobju, ko se zdi, da je praksa vpisovanja loncev izumirala. Daleč najbolj pogosto jih najdemo na atiški lončenini.
Razlikujemo številne podrazrede napisov. Lončarji in slikarji so občasno podpisali svoja dela z epoiesen in egraphsen. Blagovne znamke najdemo od začetka 6. stoletja na korintski keramiki; te so lahko pripadale izvoznemu trgovcu prej kot lončarju in to je še vedno vzrok neznank). Včasih so zapisana imena pokroviteljev, kot tudi imena likov in upodobljenih predmetov. Našli so dialog, ki spremlja sceno, kot  »Dysniketosov konj je zmagal«, napoveduje glasnik na panatenajski amfori. Bolj zmedeni so kalos in kalee napisi, ki bi lahko bili del rituala dvorjenja v atenski visoki družbi, vendar se nahajajo na različnih vazah, ki niso nujno povezane z družbenim okoljem. Na koncu pa so še abecedaria in nonsense napisi, čeprav so ti v veliki meri omejeni na črnofiguralnno lončenino. 

### Figurine
Grške terakota figurine so še ena pomembna vrsta keramike. Sprva predvsem verske, a vedno predstavljajo zgolj dekorativne predmete. Starejše figurine so po navadi votivna darila v templjih.

## Kovina
Več glinenih vaz dolguje navdih v kovinskih oblikah, ki niso tako ohranjene kot glina, saj so jih pogosto pretopili. Ime alabastron kaže na kamnino alabaster. Krater iz Dervenija, blizu Soluna, je velik bronast krater z volutami iz okoli 320 pred našim štetjem, ki tehta 40 kilogramov in je fino okrašen s 32-centimetrov visokim frizom figur v reliefu, ki predstavljajo Dioniza, obdanega z Ariadno in procesijo satirov in menad.

## Steklo
Prav tako so uporabljali steklo, kot na primer helenistično steklo.